# Кокжелек
Кокжеле́к (каз. Қокжелек) — село у складі Мойинкумського району Жамбильської області Казахстану. Адміністративний центр Кизилтальського сільського округу.
До 2011 року село називалось Кизилту.
Населення — 886 осіб (2021; 876 у 2009, 1075 у 1999, 1193 у 1989).